# Colabata nubilosa
Colabata nubilosa är en fjärilsart som beskrevs av Paul Dognin 1924. Colabata nubilosa ingår i släktet Colabata och familjen silkesspinnare. Inga underarter finns listade i Catalogue of Life.